# Joël Corminbœuf
Joël Corminbœuf (* 16. März 1964 in Domdidier, Kanton Freiburg, Schweiz) ist ein ehemaliger Schweizer Fussballnationalspieler.
Der Torhüter begann seine Karriere 1985 bei Neuchâtel Xamax, für den er bis zum Jahr 2000 spielte, nur unterbrochen 1990/91, als er kurz beim FC Zürich spielte, und 1993/1994, als er eine Saison in Frankreich bei RC Strasbourg absolvierte. Seine aktive Karriere beendete er in der Saison 2002/03, als er noch einmal für Vevey auflief.
Für die Nationalmannschaft absolvierte er insgesamt 8 Länderspiele von 1988 bis 1998.
Nach seiner Laufbahn als Spieler begann er eine Trainerkarriere, zunächst als Jugendtrainer bei Neuchâtel Xamax (1999–2002), beim FC Vevey-Sports (2002–2003) und beim Yverdon Sport FC (2005–2007). 2007–2008 war er Trainer der Nachwuchsauswahl des Kantons Waadt Team Vaud U21 und 2010–2018 Torhütertrainer der verschiedenen Schweizer Junioren-Nationalmannschaften (U-15 bis U-19). In der Saison 2018/19 schliesslich war er Trainer des FC La Chaux-de-Fonds, 2019 des FC Stade-Payerne und 2021 des FC Fribourg. Seit dem 1. Juli 2022 ist er Trainer des in der fünfthöchsten Schweizer Spielklasse 2. Liga interregional spielenden freiburgischen FC Ursy.